# 改訂共通聖書日課
改訂共通聖書日課（かいていきょうつうせいしょにっか、英文：Revised Common Lectionary、英文略称：RCL）は、キリスト教の典礼で聖書のどこを読むかを定めた聖書日課の一つで、最近プロテスタント教会の比較的伝統的な教派が用いている、新約聖書の福音書の部分が3年サイクルでマタイによる福音書、マルコによる福音書、ルカによる福音書を中心に読むのが特徴である。
元々、ローマ・カトリック教会が第二バチカン公会議後に定めたミサの朗読配分（1969年）を、エキュメニカル運動の一環で、プロテスタント諸派が共同でまとめ、1992年頃から日本も含めて世界で広く使われているもの。

## 概要
キリスト教徒にとって、信仰と礼拝は大切な行為で、また聖書は最も大切なよりどころであり、日々、毎時、毎週、毎月、毎年聖書のどこを読むかは、古来様々な試みがなされてきた。

### カトリック教会
カトリック教会が第二バチカン公会議後に「ローマ典礼暦」（Calendarium Romanum 1969）と、そのミサの朗読配分（Ordo Lectionum Missae 1969）を作って、これは旧約聖書、新約聖書・使徒書（ここでは新約聖書の福音書以外の書の意味）、福音書、詩編の読む箇所を定め、朗読は3年サイクルになっていて、
- A年（2013年、2016年、2019年、2022年、2025年などの11月末または12月から[1]） - 福音書はマタイによる福音書を中心に読む
- B年（2014年、2017年、2020年、2023年、2026年、などの11月末または12月から） - 福音書はマルコによる福音書を中心に読む
- C年（2015年、2018年、2021年、2024年、2027年などの11月末または12月から） - 福音書はルカによる福音書を中心に読む

としており、ヨハネによる福音書はクリスマス、聖金曜日、聖霊降臨日などの重要な祝祭日に、または一般の日の代替箇所として朗読する。

### プロテスタント
当時のエキュメニカル運動の高まりの中、北米のプロテスタント諸派が共同でこれを多少改定して、試用期間を経て、1992年ごろから世界でプロテスタント教会の比較的伝統的な教派（聖公会、ルーテル教会、バプテスト教会など）で、広く使われている。日本でも、これを採用している教会は多い。

## 参考
- 「日本聖公会・祈祷書」（1991年）の「聖書日課・詩編」で、第1表：聖餐式聖書日課、第2表：祝日等聖書日課、第3表：年間聖書日課・詩編